# Bovée-sur-Barboure
Bovée-sur-Barboure é uma comuna francesa na região administrativa de Grande Leste, no departamento de Meuse. Estende-se por uma área de 13,37 km². Em 2010 a comuna tinha 137 habitantes (densidade: 10,2 hab./km²).